# Ariza (kommun)
Ariza är en kommun i Spanien.   Den ligger i provinsen Provincia de Zaragoza och regionen Aragonien, i den centrala delen av landet, 170 km nordost om huvudstaden Madrid. Antalet invånare är 1 227.